# Smoky Lake
Smoky Lake är en ort i Kanada.   Den ligger i provinsen Alberta, i den centrala delen av landet, 2 800 km väster om huvudstaden Ottawa. Smoky Lake ligger 618 meter över havet och antalet invånare är 1 063.
Terrängen runt Smoky Lake är platt. Trakten runt Smoky Lake är nära nog obefolkad, med mindre än två invånare per kvadratkilometer.. Det finns inga andra samhällen i närheten.
Trakten runt Smoky Lake består till största delen av jordbruksmark.